# Leptogenys keysseri
Leptogenys keysseri är en myrart som beskrevs av Hugo Viehmeyer 1914. Leptogenys keysseri ingår i släktet Leptogenys och familjen myror. Inga underarter finns listade i Catalogue of Life.